# Strigopoidea
Los estrigopoideos (Strigopoidea) o loros de Nueva Zelanda son una superfamilia de aves psitaciformes endémica de Nueva Zelanda. La etimología se deriva del griego antiguo strix, genitivo strigos ‘búho’ y ops ‘cara’.  Contiene cuatro géneros de loros: Nestor, Strigops, y a los géneros extintos Nelepsittacus y al gigante Heracles, ambos procedentes del Mioceno temprano de Otago. El género Nestor agrupa al kea, al kākā, al kākā de la Norfolk y al kākā de la Chatham, mientras que el género Strigops contiene solo al kákapu. Todas las especies supervivientes son endémicas de Nueva Zelanda. También las especies de Nelepsittacus eran endémicas de las islas mayores de Nueva Zelanda, mientras que dos especies extintas del género Nestor se encontraban en la isla Chatham de Nueva Zelanda y en las islas Norfolk y Phillip de Australia. 
Los kākās de Norfolk y Chatham se han extinguido en época reciente, mientras que las especies del género Nelepsittacus se extinguieron hace 16 millones de años. Todas las especies vivas están amenazadas. Las actividades humanas causaron las dos extinciones y el declive de las demás especies. Los colonos introdujeron especies invasoras, como los cerdos y los posums, que se comen los huevos de las aves que anidan en el suelo, y además de otras casusas de su decive son la caza, la pérdida de hábitat y las avispas invasoras.
El grupo evolucionó a partir de otros loros hace unos 82 millones de años cuando Nueva Zelanda se separó de Gondwana, y los ancestros de los géneros Nestor y Strigops se separaron aproximadamente hace entre los 60 y 80 millones de años.

## Generalidades
La familia evolucionó aislada durante un periodo muy considerable de tiempo al separase la región del Gondwana, desde antes del Cenozoico, hace 80 millones de años, antes incluso de la expansión de los mamíferos, teniendo un periodo evolutivo mayor que estos. Posteriormente, hace unos 650 000 años, otras psitácidas alcanzaron la región procedentes de la fauna de Australasia.
La familia Strigopidae está formada por dos géneros: Nestor y Strigops. El género Nestor consiste en las especies kea (Nestor notabilis), kākā (Nestor meridionalis), kākā de la isla Norfolk (Nestor productus) y kākā de la isla Chatham (Nestor sp.), mientras que el género Strigops contiene al icónico kakapo (Strigops habroptilus). Todas las especies son endémicas de Nueva Zelanda y las islas oceánicas cercanas: Chatham, de Nueva Zelanda, y Norfolk y Phillip, de Australia. Sus nombres comunes provienen del maorí.
El kākā de la isla Norfolk (Nestor productus) y el kākā de la isla Chatham (Nestor sp.) se extinguieron en tiempos recientes, mientras que el kakapo (Strigops habroptilus), así como la subespecie de kea superviviente y las dos subespecies de kākā supervivientes, están todas amenazadas. La actividad humana causó las dos extinciones y la declinación de las otras dos especies. Los colonizadores introdujeron especies invasivas, como cerdos y posums, los cuales comen huevos de aves que anidan en el suelo, y las declinaciones adicionales han sido causadas por caza para alimento o para eliminarlas, al ser consideradas plagas agrícolas o alimañas, así como por pérdida de hábitat y la introducción de avispas.
La familia divergió de los demás loros hace unos 82 millones de años, cuando Nueva Zelanda se separó de Gondwana, mientras que los ancestros del género Nestor y Strigops divergieron entre sí hace 60 a 80 millones de años.

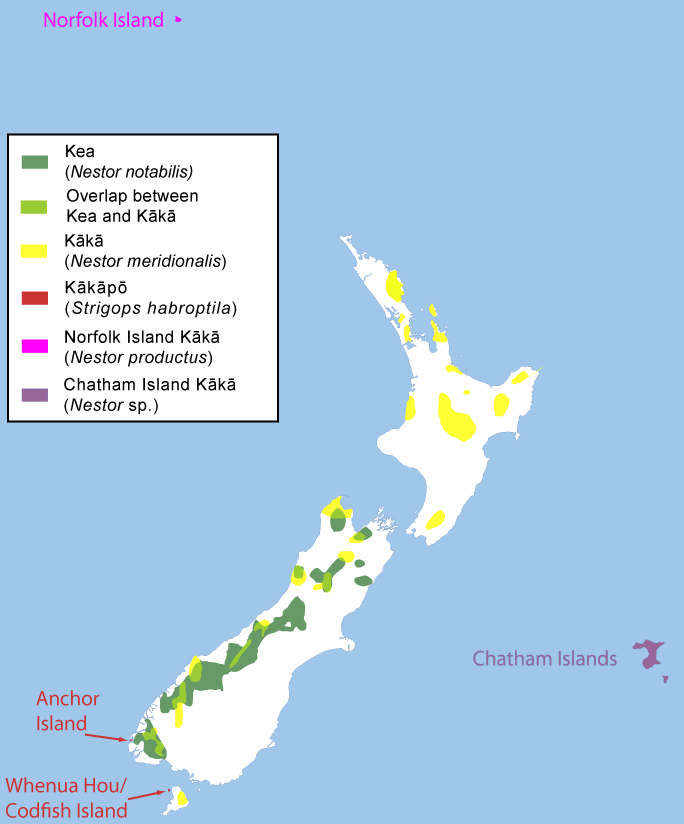
Distribución actual de las especies vivas, y distribución de las especies extintas.

## Taxonomía
Hasta hace poco no existía consenso sobre la taxonomía de las Psittaciformes. En consecuencia, la clasificación de la familia Strigopidae ha variado respecto a la anterior.
Esta superfamilia es una de las tres del orden Psittaciformes; las otras dos son Cacatuoidea (las cacatúas) y Psittacoidea (los loros típicos).
La superfamilia Strigopoidea se subdivide en dos familias: Nestoridae con dos géneros (Nestor y Nelepsittacus) y Strigopidae con un solo género, (Strigops). Tradicionalmente las especies de esta familia se ubicaban dentro de la familia Psittacidae, pero varios estudios confirmaron que debían separarse en único grupo basal respecto a las demás Psittaciformes.
Algunos autores reconocen ahora este grupo como una familia propia, mientras que otros argumentan que las dos tribus de esta familia deben separarse en dos familias: Nestoridae and Strigopidae. Actualmente la mayoría de los expertos reconocen la separación de este grupo en su propio taxón, con dos familias separadas: Nestoridae y Strigopidae.

## Filogeografía

La filogeografía de este grupo está bastante bien establecida y es un ejemplo de la acción de varios mecanismos de especiación. Alrededor de 82 millones de años atrás, los ancestros de este grupo quedaron aislados de los restantes loros cuando Nueva Zelanda se separó de Gondwana, resultando en la separación física de ambos grupos. Este mecanismo es llamado especiación alopátrica. Pasado un tiempo, los ancestros de los géneros sobrevivientes Nestor y Strigops se adaptaron a diferentes nichos ecológicos. Esto dio lugar a aislamiento reproductivo, y es ejemplo de especiación ecológica. En el Plioceno, alrededor de 5 millones de años atrás, la formación de los Alpes del Sur diversificó el paisaje y proveyó nuevas oportunidades para la especiación dentro del nuevo género Nestor. Unos 3 millones de años atrás, dos linajes se adaptaron respectivamente a altitudes altas y bajas. El linaje de bajas temperaturas (montaña, altas altitudes, edades glaciales) originó el moderno kea y el kakapo, mientras que el de bajas altitudes o clima más suave, dio lugar a las distintas especies de kākā. Con el aislamiento de unas pocas aves errantes que llegan a una isla adecuada, surge rápidamente una especie isleña por divergencia con las poblaciones de la especie de los territorios de origen. Tanto el kākā de la isla Norfolk como el kākā de la isla Chatman son el resultado de la migración de un número limitado de individuos a islas y la adaptación posterior al hábitat de esas islas. La falta de muestras de ADN del kākā de la isla Chatham hace difícil establecer precisamente cuándo ocurrió ese evento de especiación. Finalmente, en tiempos recientes, poblaciones del kākā del territorio neozelandés quedaron divididas entre la isla Norte y la isla Sur debido al ascenso del nivel del mar cuando los glaciares continentales se derritieron al final del Pleistoceno.

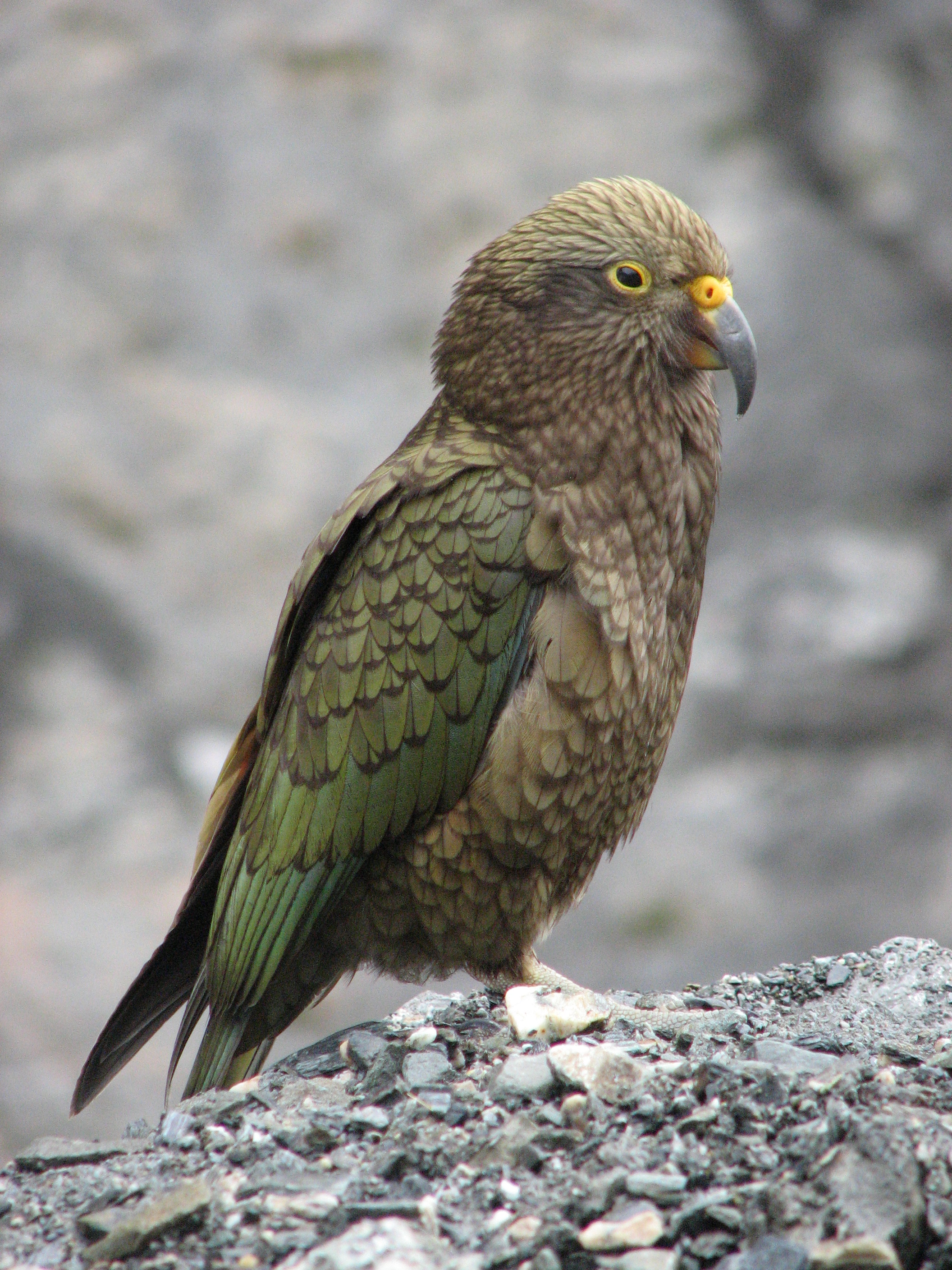
Kea (Nestor notabilis), vulnerable.

Hasta tiempos modernos, Nueva Zelanda y las islas que la rodean no estaban habitadas por mamíferos de cuatro patas, por lo que era un ambiente que permitía a algunas aves adaptarse a hacer nidos en el suelo y a otras volverse no voladoras.
Las especies de pericos pertenecientes al género Cyanoramphus, de la familia Psittacidae, llegaron a Nueva Zelanda entre 450 000 y 625 000 años atrás. Provenían del territorio continental australiano por vía de Nueva Caledonia, donde vive el género endémico, emparentado estrechamente, Eunymphicus.

## Especies

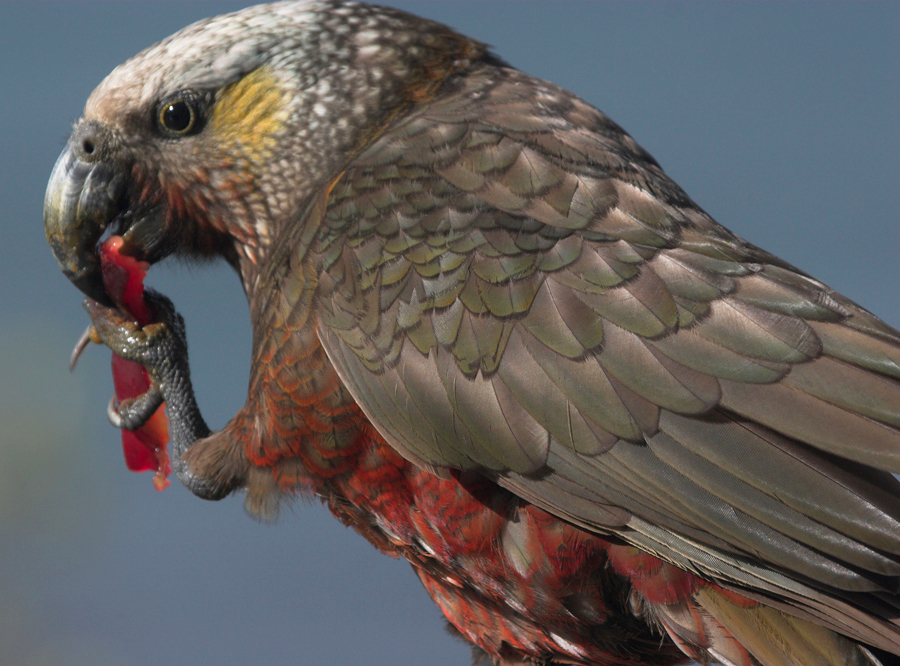
Kākā de la isla Sur (Nestor meridionalis meridionalis), en peligro.

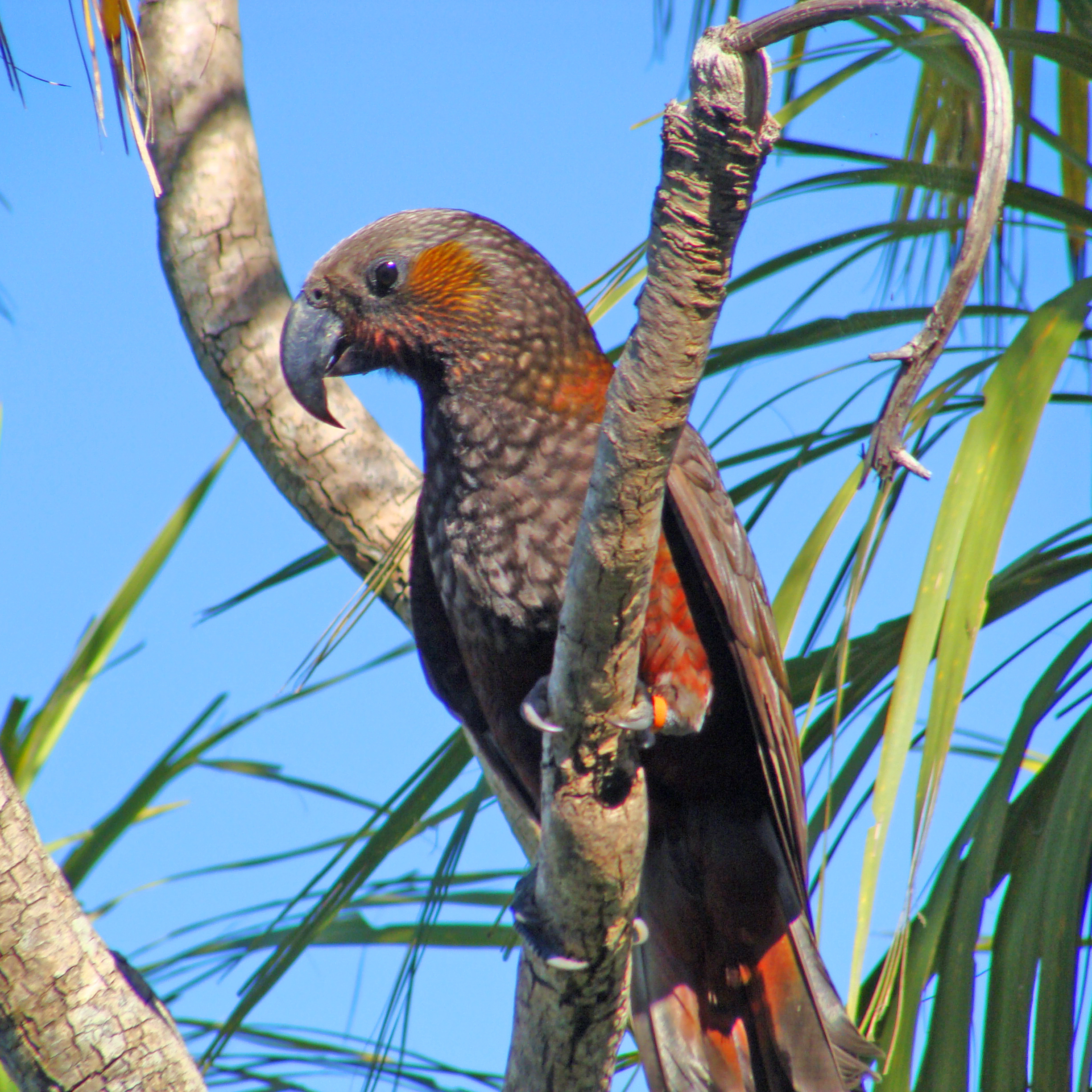
Kākā de la isla Norte (Nestor meridionalis septentrionalis), en peligro.

### Nestoridae
Existen dos especies sobrevivientes y al menos una especie extinta documentada de la familia Nestoridae. Se conoce muy poco sobre el kākā de la isla Chatham.
- Kea, (Nestor notabilis), vulnerable[10]- De la isla Sur, Nueva Zelanda. Descripción: 48 cm de largo. Mayormente de tono verde oliva; de color rojo escarlata bajo el ala y en la rabadilla. Bordes de las plumas oscuros. Pico, iris, piernas y pies de color castaño oscuro. El macho tiene el pico más largo.[26] Hábitat: Bosques montanos y matorrales subalpinos, entre 850 y 1400 m s. n. m..[17]
- Kākā de la isla Sur (Nestor meridionalis meridionalis), en peligro[9] - De la isla Sur, Nueva Zelanda. Descripción: Similar al kākā de la isla Norte, pero ligeramente menor, de colores más brillantes, con la coronilla casi blanca, y el pico más largo y arqueado en los machos.[27] Hábitat: Extensiones ininterrumpidas de bosques de Nothofagus y Podocarpus, entre 450 y 850 msnm en verano y entre 0 y 550 msnm en invierno.[17]
- Kākā de la isla Norte (Nestor meridionalis septentrionalis), en peligro[9] - De la isla Norte, Nueva Zelanda. Descripción: Alrededor de 45 cm de largo. Mayormente castaño oliváceo con bordes de plumas oscuros. Rojo carmesí bajo el ala, la rabadilla y el cuello. Mejillas castaño-doradas. Coronilla grisácea.[27] Hábitat: Extensiones ininterrumpidas de bosques de Nothofagus y Podocarpus, entre 450 y 850 m s. n. m. en verano y entre 0 y 550 m s. n. m. en invierno.[17]
- Kākā de la isla Norfolk (Nestor productus), extinta aproximadamente hacia 1851.[7] - Era endémica de la isla Norfolk e isla Phillip, Australia.[28] Descripción: Aproximadamente 38 cm de largo. Mayormente castaño oliváceo en el dorso. Mejillas y garganta anaranjadas (rojizos). Pecho amarillo claro. Muslos, rabadilla y parte inferior del abdomen de color naranja oscuro. Hábitat: Rocas y árboles.[5]
- Kākā dela isla Chatham (Nestor chathamensis), extinta entre 1550 y 1700.[6] - Era endémica de la isla Chatham, Nueva Zelanda. Descripción: Apariencia desconocida, pero los huesos indican capacidad de vuelo reducida. Solo se conoce por huesos subfósiles. Hábitat: Bosques.[6]

### Strigopidae

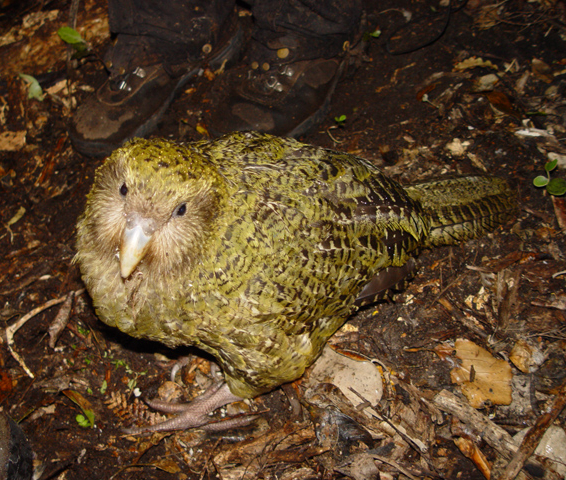
Kakapo (Strigops habroptilus) en peligro crítico.

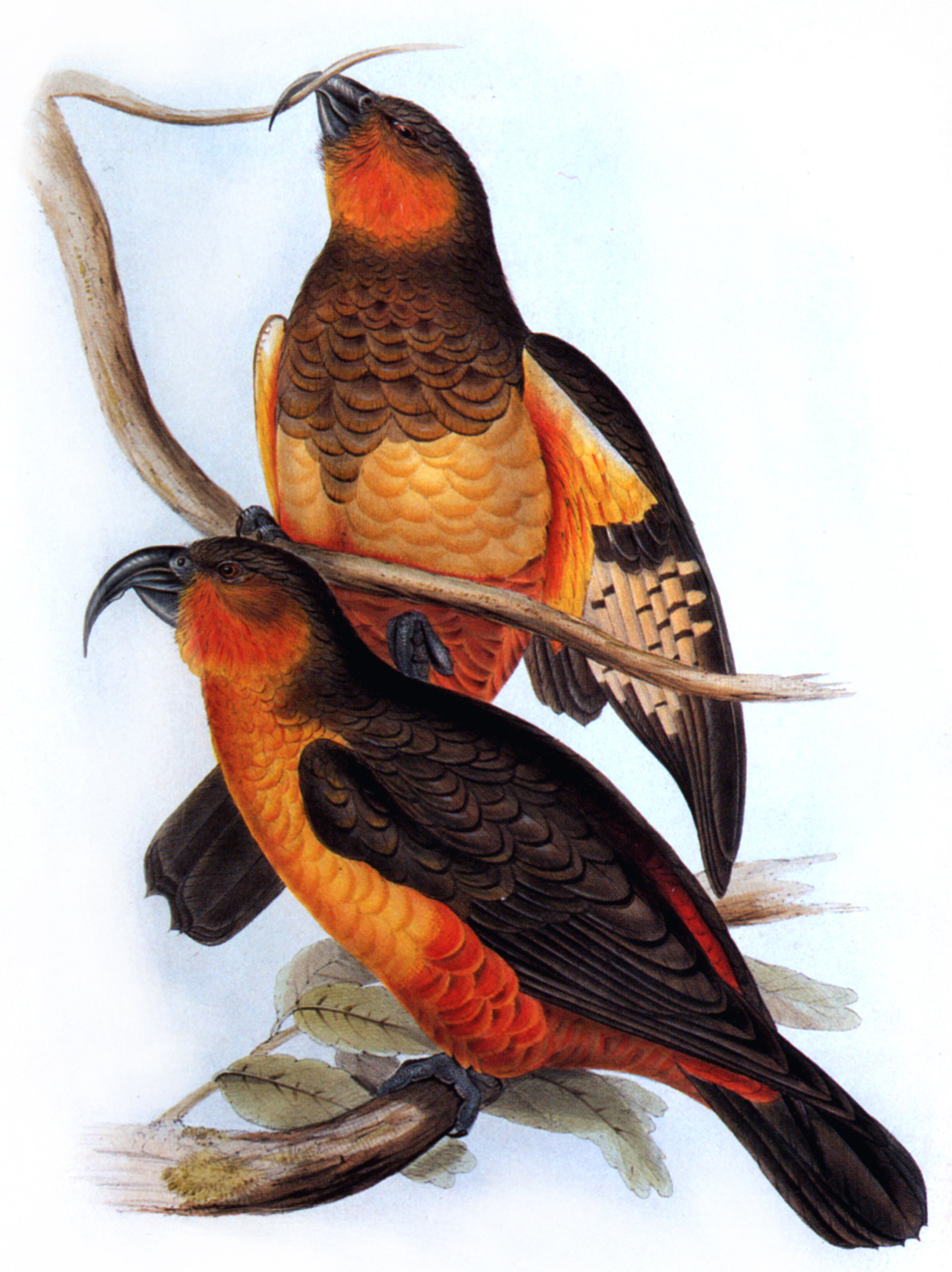
Kākā de la isla Norfolk (Nestor productus), extinto aproximadamente hacia 1851.

El kakapo es el único miembro de la familia Strigopidae.
- Kakapo (Strigops habroptilus), en peligro crítico[8] - Actualmente solo de las islas Maud, Chalky, Codfish y Anchor. Descripción: Rollizo. De 58 a 64 cm de largo. Macho más grande que la hembra. De 2 a 4 kg de peso en la madurez. Mayormente verde con franjas moteadas de color castaño y amarillo, con las partes inferiores de color verde amarillento. La cara es pálida y de apariencia de búho.[29] Hábitat: Bosques maduros de Nothofagus y Podocarpus, matorral subalpino en regeneración, herbazal de macollas nivales de Danthonia, entre 10 y 1400 m s. n. m.[17]

## Ecología

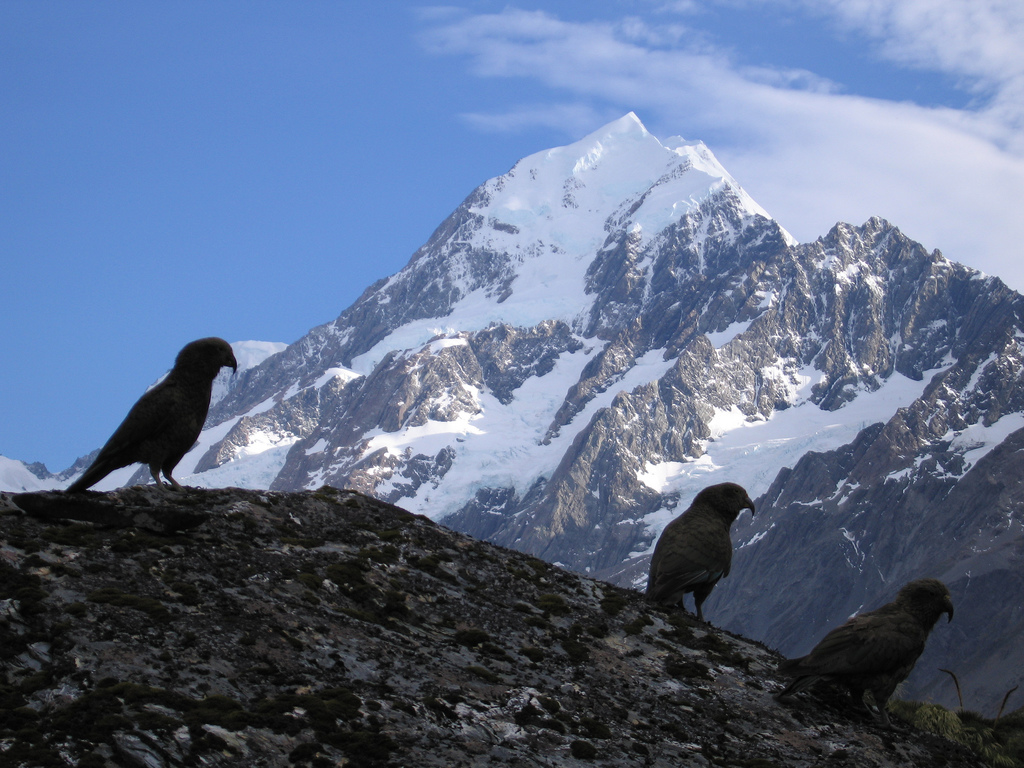
Los kea están bien adaptados a vivir en zonas alpinas, como estos frente al Monte Cook.

La localización aislada de Nueva Zelanda ha hecho difícil a los mamíferos alcanzar sus islas. Esto se refleja en la ausencia de mamíferos terrestres, exceptuados los murciélagos. Los principales depredadores eran aves: águilas (aguiluchos de Eyles, kāhu y águila de Haast), halcones (kārearea) y búhos (whēkau y ruru). Muchas de las adaptaciones de las aves neozelandesas reflejan el contexto único en el que evolucionaron. Este balance único fue perturbado con la llegada de los polinesios, quienes introdujeron la rata polinesia y el kuri (perro polinesio) en las islas. Posteriormente, los europeos introdujeron muchas más especies, incluyendo grandes herbívoros y predadores mamíferos.
Las especies vivas de esta familia ocupan nichos ecológicos bastante diferentes, como resultado de las dinámicas filogeográficas de esta familia. El kakapo es una especie no voladora nocturna, bien camuflada para evitar las grandes aves de presa diurnas de las islas, mientras que durante la noche el kakapo está a salvo de los búhos locales, que son demasiado pequeños para cazarlo. El kakapo es la única especie no voladora en el mundo que usa un sistema de apareamiento de leks. Por lo general, se reproduce solo cada 3 a 5 años, cuando ciertos árboles similares a mañíos, los rimu (Dacrydium cupressinum), fructifican abundantemente.
Los kea están bien adaptados a las altas altitudes, y son observados regularmente en los lugares de nieve de los establecimientos de esquí. Como los árboles están ausentes en la zona alpina, anidan en huecos en el suelo en vez de en huecos arbóreos como la mayoría de las especies de loros.

## Relación con los humanos

### Importancia para los maoríes
Los loros eran importantes para los maoríes en varias maneras: los cazaban para comer, los mantenían como mascotas y usaban sus plumas en tejidos de objetos tales como sus kahu huruhuru («mantos de plumas»).
Las plumas se usaban también para decorar el taiaha, un arma maorí, pero se las quitaban antes del combate.
Las pieles de kakapo con sus plumas se usaban para hacer kākahu («mantos») y kahu kākāpō («túnicas»), especialmente para las esposas e hijas de jefes. A los maoríes les gusta hacer referencia al “kaakaa” en la tauparapara, un «conjuro» para comenzar un mihi («tributo»), porque su reo («voz») es continua.

### Estado de conservación
De las cinco especies, el kākā de la isla Norfolk y el kākā de la isla Chatham se extinguieron en tiempos históricos recientes. El último kākā de la isla Norfolk conocido murió en cautiverio en Londres poco antes de 1851, y solo subsisten entre siete y veinte pieles.
El kākā de la isla Chatham se extinguió entre 1550 y 1700, antes de la llegada de los europeos y después de que los polinesios poblaron la isla, y solo se conoce por huesos subfósiles. De las especies sobrevivientes, el kakapo, especie no voladora, está en peligro crítico, con solo 90 individuos. El kākā de las islas grandes está categorizado como en peligro, y el kea se lista como vulnerable.

### Amenazas
La fauna de Nueva Zelanda evolucionó por largo tiempo en ausencia de humanos y otros mamíferos; solo unas pocas especies de murciélagos y mamíferos marinos estaban presentes antes de la colonización por los humanos, y los únicos depredadores eran aves de presa que cazaban usando la vista. Estas circunstancias influenciaron la evolución de los loros de Nueva Zelanda, por ejemplo, las adaptaciones a la falta de vuelo del kakapo y la anidación en el suelo del kea. Los polinesios llegaron a las islas entre el año 800 y 1300 de nuestra era, e introdujeron al perro polinesio o kuri en las islas. Esto fue desastroso para la fauna nativa, porque los predadores mamíferos pueden localizar a sus presas por el olor, y la fauna nativa no había evolucionado para defenderse de ellos.
El kakapo fue cazado por su carne, piel y plumas. Cuando los primeros colonos europeos llegaron, el kakapo ya había empezado a declinar, pero todavía estaba ampliamente distribuido. La liquidación en gran escala de bosques y matorrales destruyó su hábitat mientras que predadores como ratas, gatos y armiños encontraron fáciles de cazar a las aves anidantes en el suelo.
El kākā es una especie que necesita grandes espacios de bosque para prosperar, y la fragmentación continua de los bosques para la agricultura y los aserraderos han tenido un efecto devastador en esta especie. Otra amenaza viene de la competencia por el alimento con otras especies introducidas, por ejemplo con los posums por los frutos de los muérdagos y los árboles rata endémicos, o con las avispas por el consumo del rocío dulce, la excreción de insectos escamosos. Las hembras, los jóvenes y los huevos son particularmente vulnerables en los huecos de árboles donde anidan.
El kea anida en el suelo, por lo que también es vulnerable a los predadores introducidos. El kea está bien adaptado a la vida a gran altura, y se observa regularmente en la nieve en las estaciones de esquí. Cuando los árboles están ausentes en esta zona alpina, se reproduce en los huecos del suelo en lugar de en huecos de árboles, como la mayoría de las especies de loros. Otra amenaza grande, resultante del desarrollo de la zona alpina, es su dependencia oportunista de las fuentes de comida humanas dado que sus fuentes naturales de comida menguan.

### Acciones de conservación
Se han establecido programas de recuperación para el kakapo y el kākā, mientras que el kea también es cuidadosamente monitoreado.
Los 90 kakapos vivientes están todos en un programa de reproducción y conservación; a cada uno se le ha dado un nombre propio.